# Barbara Hawcroft
Barbara Hawcroft (née le 13 octobre 1950) est une joueuse de tennis australienne, professionnelle en 1972.
Cette année-là, elle a joué le 2e tour à l'US Open (battue par Margart Court), sa meilleure performance en simple en Grand Chelem.

## Palmarès (partiel)

### Finale en simple dames
| No | Date       | Nom et lieu du tournoi             | Catégorie | Surface      | Vainqueure    | Score         |  |
| -- | ---------- | ---------------------------------- | --------- | ------------ | ------------- | ------------- |  |
| 1  | 07-06-1971 | John Player Tournament, Nottingham |           | Gazon (ext.) | Julie Heldman | 6-4, 7-9, 6-3 |  |

### Titre en double dames
| No | Date       | Nom et lieu du tournoi                 | Catégorie | Surface      | Partenaire       | Finalistes                | Score         |          |
| -- | ---------- | -------------------------------------- | --------- | ------------ | ---------------- | ------------------------- | ------------- | -------- |
| 1  | 01-02-1972 | Western Australian Championships Perth |           | Gazon (ext.) | Evonne Goolagong | Olga Morozova Janet Young | 3-6, 6-4, 6-3 | Parcours |

### Finales en double dames
| No | Date       | Nom et lieu du tournoi                       | Catégorie | Surface      | Vainqueures                         | Partenaire     | Score    |          |
| -- | ---------- | -------------------------------------------- | --------- | ------------ | ----------------------------------- | -------------- | -------- | -------- |
| 1  | 19-07-1971 | Green Shield Midland Championships Leicester |           | Gazon (ext.) | Judy Tegart-Dalton Evonne Goolagong | Patti Hogan    | 8-6, 6-4 | Parcours |
| 2  | 13-12-1971 | Australian Hard Court Championships Brisbane |           | Terre (ext.) | Evonne Goolagong Janet Young        | Wendy Turnbull | 6-2, 6-1 | Parcours |
| 3  | 27-11-1972 | Queensland State Open Brisbane               |           | Gazon (ext.) | Janet Fallis Evonne Goolagong       | Marilyn Tesch  | NC       | Parcours |

## Parcours en Grand Chelem (partiel)

### En simple dames
| Année | Championnat d'Australie Open d'Australie | Championnat d'Australie Open d'Australie | Internationaux de France | Internationaux de France | Wimbledon      | Wimbledon     | US National US Open | US National US Open |
| ----- | ---------------------------------------- | ---------------------------------------- | ------------------------ | ------------------------ | -------------- | ------------- | ------------------- | ------------------- |
| 1967  | 1er tour (1/32)                          | Rosie Casals                             | -                        | -                        | -              | -             | -                   | -                   |
| 1968  | 2e tour (1/16)                           | Kerry Melville                           | -                        | -                        | -              | -             | -                   | -                   |
| 1969  | 1er tour (1/16)                          | Kerry Harris                             | -                        | -                        | -              | -             | -                   | -                   |
| 1971  | 2e tour (1/8)                            | Helen Gourlay                            | -                        | -                        | 3e tour (1/16) | Zaiga Yanzone | -                   | -                   |
| 1972  | 1/4 de finale                            | Evonne Goolagong                         | -                        | -                        | 3e tour (1/16) | Rosie Casals  | 2e tour (1/16)      | Margaret Smith      |
| 1973  | 3e tour (1/8)                            | Kerry Harris                             | -                        | -                        | -              | -             | -                   | -                   |
| 1974  | 1er tour (1/32)                          | Mimi Wikstedt                            | -                        | -                        | -              | -             | -                   | -                   |

À droite du résultat, l’ultime adversaire.

### En double dames
| Année | Open d'Australie           | Open d'Australie           | Internationaux de France | Internationaux de France | Wimbledon                     | Wimbledon                  | US Open                     | US Open                |
| ----- | -------------------------- | -------------------------- | ------------------------ | ------------------------ | ----------------------------- | -------------------------- | --------------------------- | ---------------------- |
| 1971  | 1/4 de finale Helen Kayser | P. Coleman Winnie Shaw     | -                        | -                        | 2e tour (1/16) J. Wainwright  | Patti Hogan Joyce Barclay  | -                           | -                      |
| 1972  | 1/4 de finale W. Turnbull  | Helen Gourlay Kerry Harris | -                        | -                        | 1er tour (1/32) Marilyn Pryde | G. Barniville L. Blachford | 1er tour (1/16) C. Sandberg | M. Smith Virginia Wade |
| 1973  | 2e tour (1/8) K. Sawamatsu | P. Coleman W. Turnbull     | -                        | -                        | -                             | -                          | -                           | -                      |
| 1974  | 1er tour (1/16) Jan Lehane | J. Schwikert Joy Schwikert | -                        | -                        | -                             | -                          | -                           | -                      |

Sous le résultat, la partenaire ; à droite, l’ultime équipe adverse.

### En double mixte
| Année | Open d'Australie | Open d'Australie | Internationaux de France | Internationaux de France | Wimbledon                    | Wimbledon                 | US Open                     | US Open                  |
| ----- | ---------------- | ---------------- | ------------------------ | ------------------------ | ---------------------------- | ------------------------- | --------------------------- | ------------------------ |
| 1971  | n/a              | n/a              | -                        | -                        | 3e tour (1/16) Geoff Masters | S. Alexander J. Alexander | -                           | -                        |
| 1972  | n/a              | n/a              | -                        | -                        | 2e tour (1/32) Geoff Masters | E. Goolagong Kim Warwick  | 1er tour (1/32) M. Anderson | Olga Morozova T. Kakulia |

Sous le résultat, le partenaire ; à droite, l’ultime équipe adverse.